# Liste des fjords de Norvège

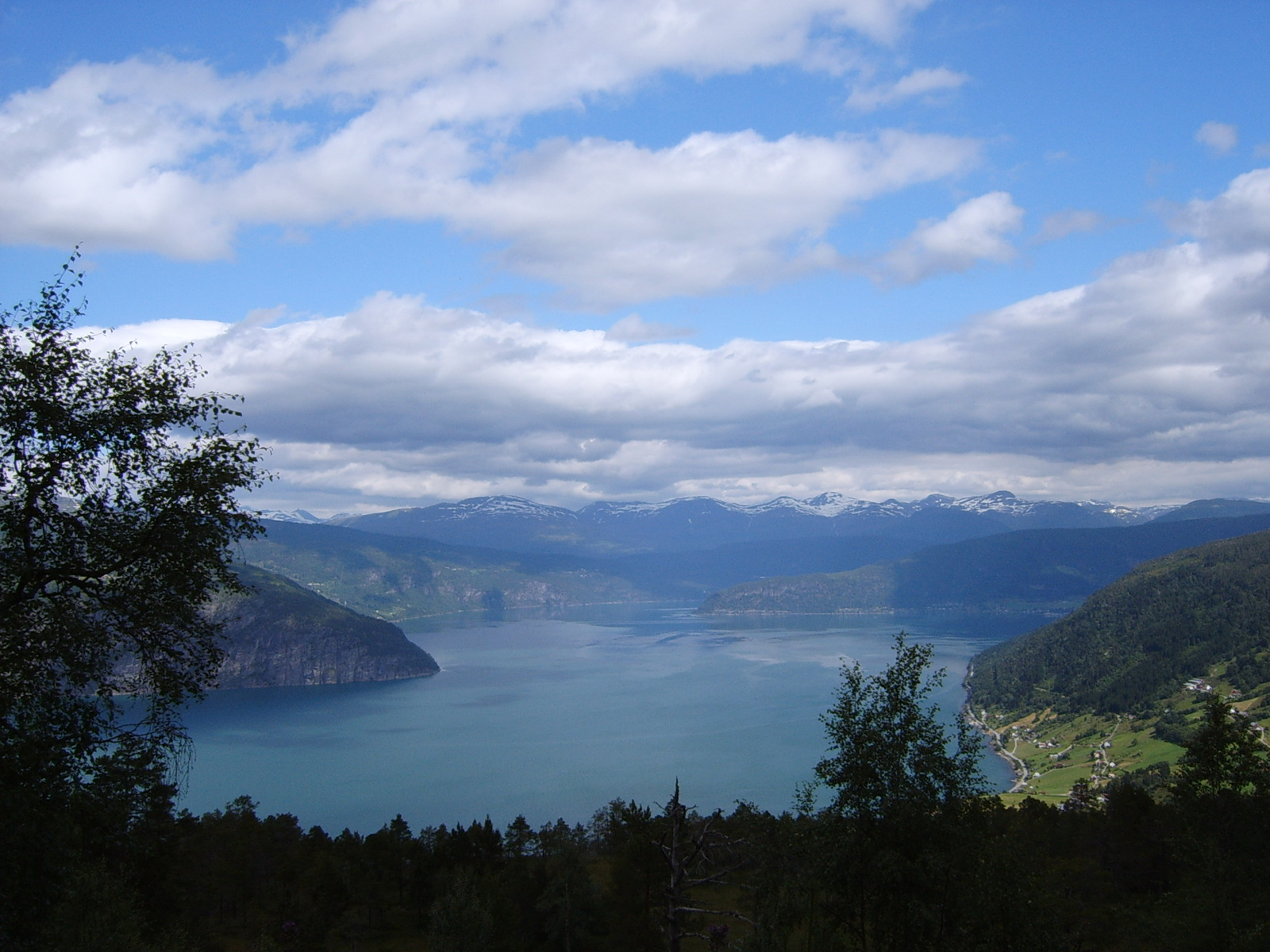
Le Nordfjord

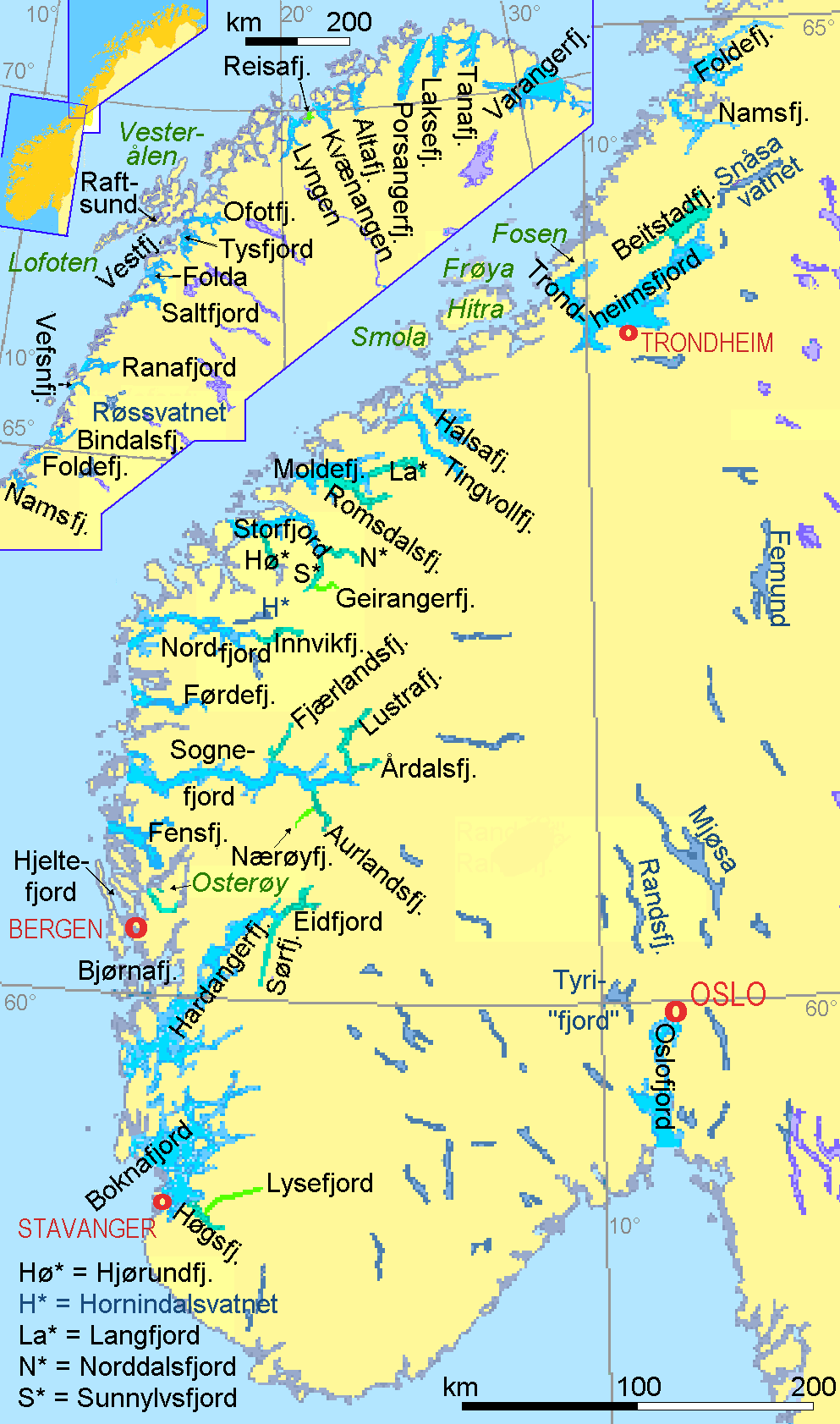
Principaux fjords et lacs de Norvège

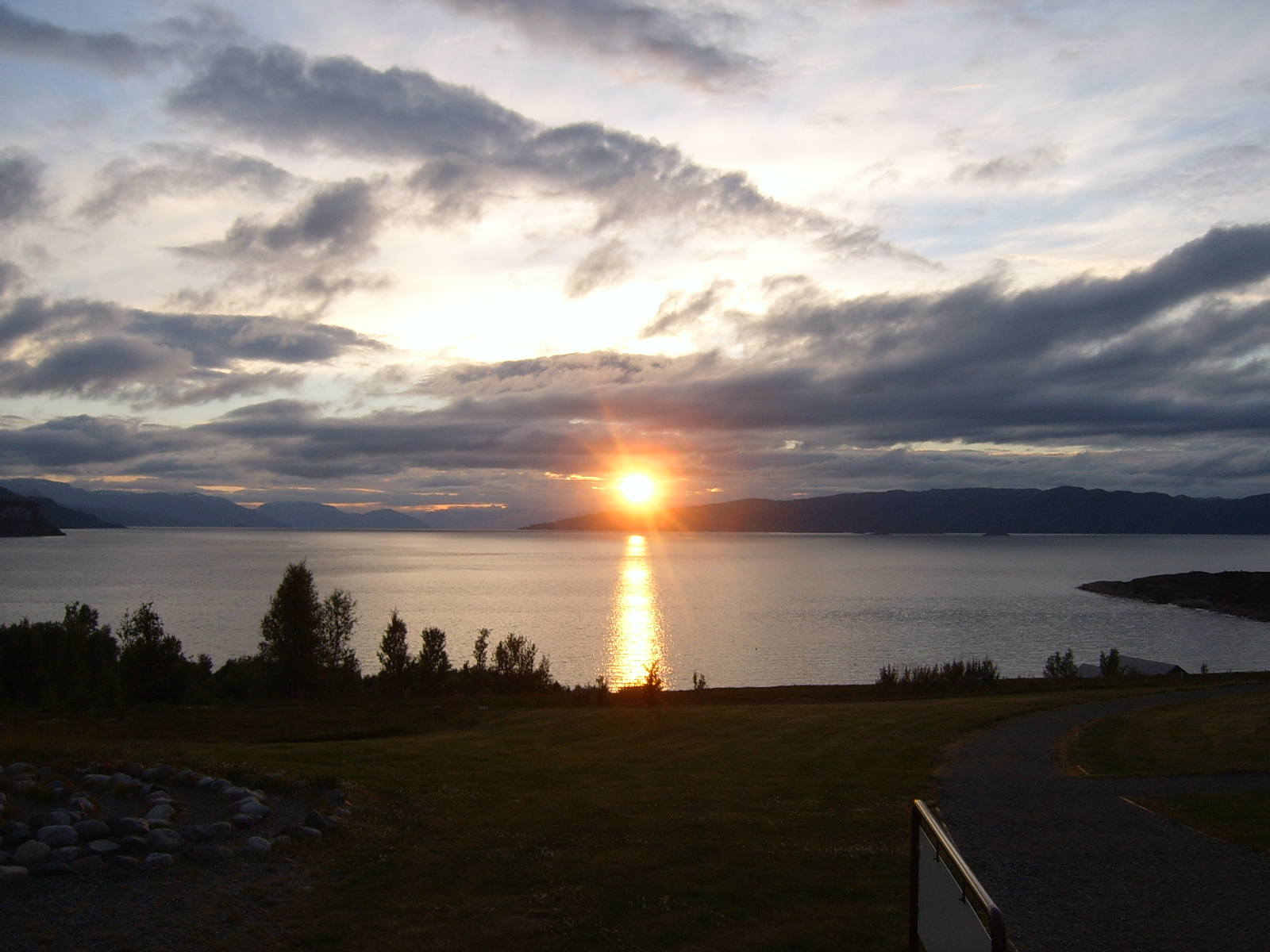
Soleil de minuit sur l'Altafjord, pris du site d'art rupestre d'Alta

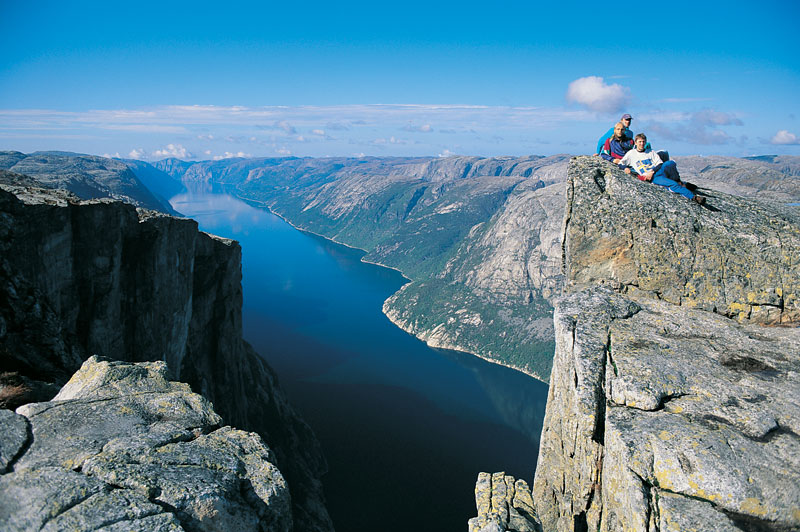
Le Lysefjord depuis le mont Kjerag

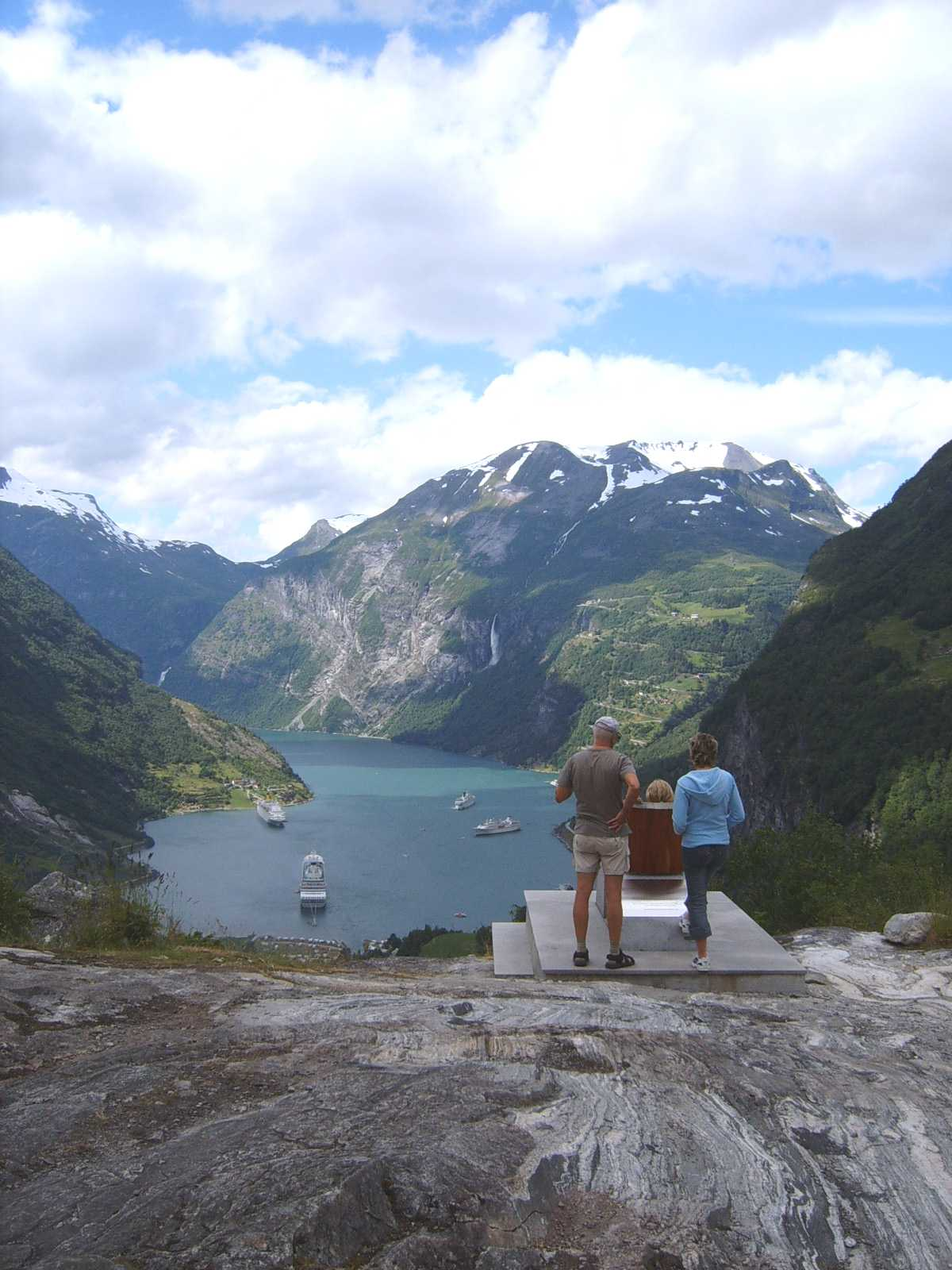
Point de vue sur le Geirangerfjord

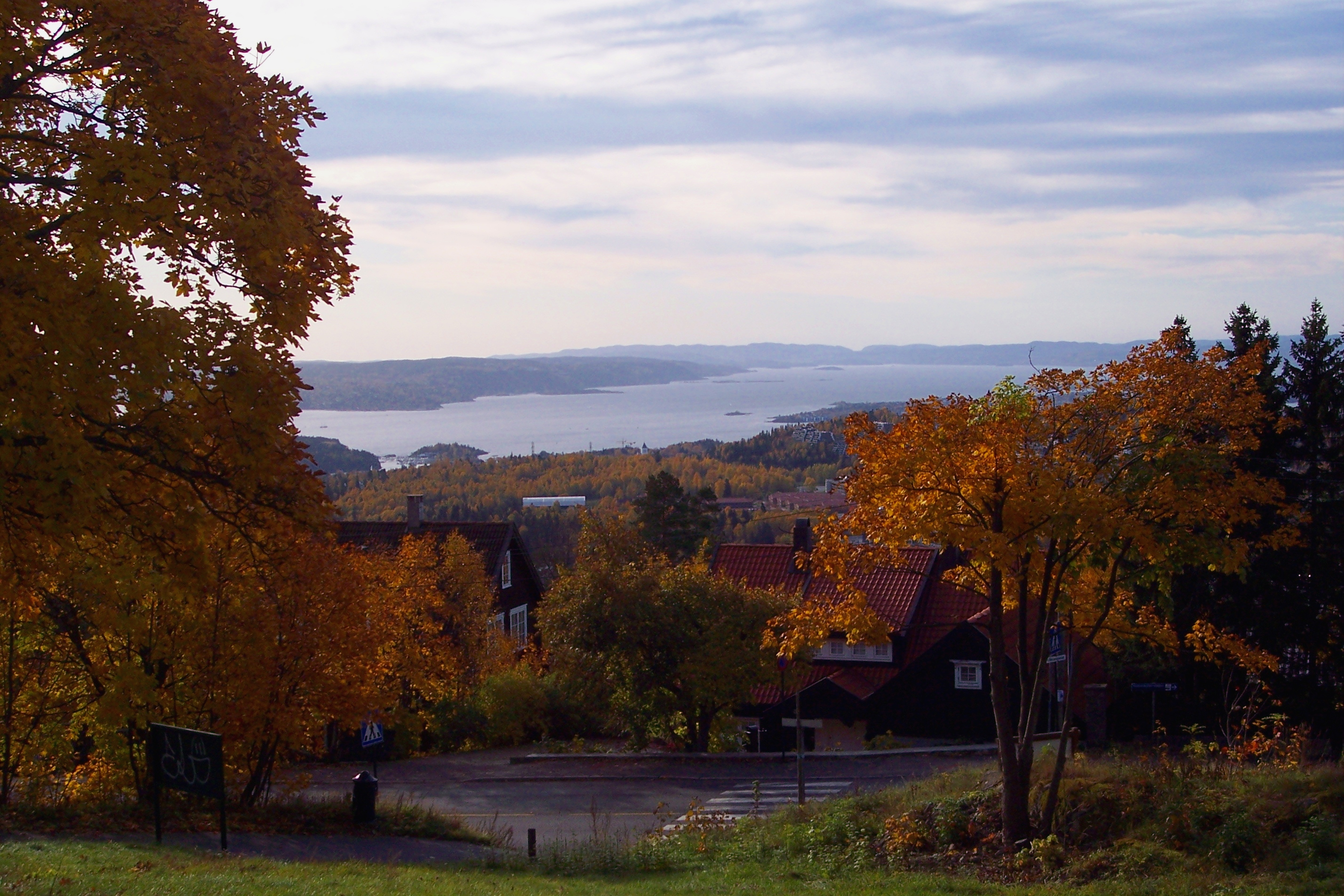
Vue de l'Oslofjord depuis Holmenkollen

Pour un article plus général, voir Fjord norvégien.

## Mer de Barents
(Cette liste est loin d'être exhaustive)
du nord au sud
- Varangerfjord
  - Bøkfjord, abritant la ville de Kirkenes
- Tanafjord
- Laksefjorf
- Porsangerfjord
  - Porsang, abritant la ville de Lakselv

## Mer de Norvège
- Altafjord, abritant la ville d’Alta
  - Kåfjord
  - Landfjord
- Kvænangen
  - Reisafjord
- Lyngen
  - Kåfjord
- Ullsfjord
- Balsfjord, à proximité de la ville de Tromsø
- Malangen
- Vagsfjord
  - Sobergsfjord
- Astafjord
- Ofotfjord, abritant la ville de Narvik
- Tysfjord
  - Hellemofjord
- Sagfjord
- Folda
  - Nordfolda
  - Sørfolda
- Saltfjord
  - Skerstadfjord, abritant la ville de Bodø
- Meløfjord
- Trænfjord
- Sjona
- Rana
  - Nordrana, abritant la ville de Mo i Rana
  - Sørrana
- Vefsnfjord, abritant la ville de Mosjøen
- Vegafjord
- Velfjord
- Tosenfjord
- Åfjord
- Trondheimsfjord, abritant la ville de Trondheim
  - Beitstadfjord, abritant la ville de Steinkjer
- Hemnefjord
- Halsafjord
- Tingvolfjord
- Moldefjord
  - Langfjord
  - Romsdalsfjord
- Harøyfjord
- Storfjord
  - Sulafjord
  - Vartdalsfjord
  - Hjørundfjord
    - Norangsfjord
    - Storfjord

  - Sykkylvsfjord
  - Norddalfjord
    - Tafjord

  - Sunnylvsfjord
    - Geirangerfjord
- Vartdalsfjord
- Voldafjord
- Nordfjord
- Førdefjord abritant la ville de Førde
- Dalsfjord

## Mer du Nord
- Sognefjord abritant la ville de Hermansverk
  - Lustrafjord
  - Årdalsfjord
  - Aurlandsfjord
  - Nærøyfjord
- Korsfjord
- Bjørnafjord
- Hardangerfjord
  - Eidfjord
  - Sørfjord
- Boknafjord
  - Vindafjord
  - Hylsfjord
  - Josenfjord
- Lysefjord
- Listafjord

## Skagerrak
- Oslofjord

## Îles Lofoten
- Oksfjord
- Hadsefjord

## ÎlesVesterålen
- Erdsfjord
- Gullesfjord